# Raymond Puccinelli
Raymond Puccinelli (auch Raimondo Puccinelli; * 5. Mai 1904 in San Francisco; † 7. Mai 1986 in Florenz) war ein amerikanisch-italienischer Bildhauer.

## Leben und Werk

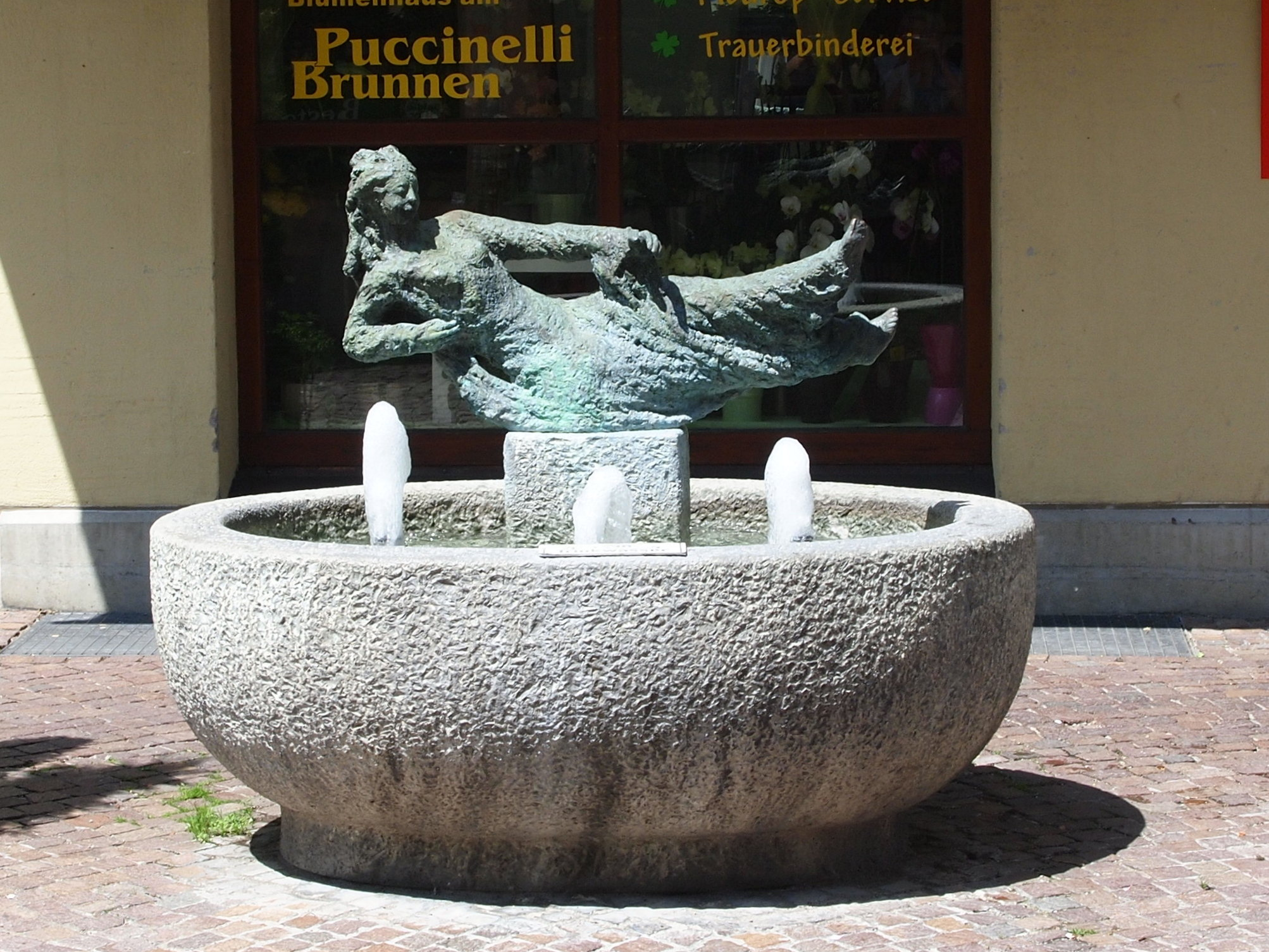
Schwebende, in Kaufbeuren

Ab dem 14. Lebensjahr bereits in Abendkursen ausgebildet, begann Puccinelli sein eigentliches Studium im Alter von 18 Jahren zunächst unter Rudolf Schaefer, dann unter Galka Scheyer in San Francisco. Ab 1927 folgten verschiedene bildhauerische Ausbildungen in Italien, namentlich in den berühmten Marmor-Steinbrüchen. Gleichzeitig zu seiner bildkünstlerischen Tätigkeit arbeitete Puccinelli auch für das Theater (beispielsweise als Regieassistent bei Max Reinhardt für eine Aufführung von Karl Gustav Vollmoellers „Das Mirakel“) und finanzierte seine Tätigkeit als freier Künstler zeitweise auch durch Arbeiten im Bereich des Möbel- und Industriedesigns und durch Architekturaufträge.
Wichtig für Puccinellis künstlerische Entwicklung sind auch seine vielfältigen Freundschaften und persönlichen Kontakte aus allen Bereichen der Kultur: Diego Rivera und Frida Kahlo, Élie Faure, José Clemente Orozco, Tsuguharu Foujita, William Saroyan, Sergei Eisenstein, Henri Matisse, Alfred Adler, Edgar Varèse, Darius Milhaud, John Cowper Powys, Max Beckmann, Fernand Léger, Oskar Kokoschka, Dong Kingman u. v. a. In den 1930er Jahren wechselte Puccinelli oft zwischen San Francisco und New York, wo er beispielsweise 1936 in den Ausstellungen „Degas, Maillol, Puccinelli“ und „Barlach, Lehmbruck, Puccinelli“ präsentiert wurde. Zahlreiche Beteiligungen an Gruppenausstellungen, zum Beispiel im San Francisco Museum of Modern Art, und Einzelausstellungen machten ihn rasch bekannt. Berühmtestes öffentliches Werk ist ein 16 Tonnen schwerer Panther aus schwarzem Diorit, der 1940 vor dem Salinas Junior College (Hartnell College) aufgestellt wurde und heute noch als dessen Wahrzeichen gilt.
In den 1930er Jahren lernte er zahlreiche Protagonisten des modernen Tanzes wie Martha Graham kennen, in deren Schule er regelmäßig Skizzen anfertigen konnte. Puccinelli heiratete 1940 die schwedische Tänzerin Esther Fehlen. Er lehrte zeitweise an Hochschulen wie dem Mills College, war ab 1942 Professor für Bildhauerei in der Architekturabteilung der Universität von Berkeley in Kalifornien und später Dean der Rinehart School of Sculpture in Baltimore. Trotz seiner etwa 200 Einzelausstellungen und des großen Interesses seitens der Galeristen lehnte Puccinelli jede Alleinvertretung durch den Kunsthandel ab und verkaufte seine Skulpturen am liebsten nach persönlicher Bekanntschaft und bei Sympathie direkt an Kunstliebhaber. 1960 ließ sich Puccinelli endgültig in Florenz nieder, wo er in einem Atelier an der Piazza Donatello arbeitete. Er hinterließ seiner Familie neben Hunderten von Skulpturen etwa 7500 Zeichnungen aus allen Schaffensphasen. Für seine Tätigkeit in den USA ist sein amerikanischer Vorname Raymond für Recherchen relevant, in Europa ist er als Raimondo Puccinelli bekannt.

## Auszeichnungen und Ehrungen
- Donatello-Plakette der Stadt Florenz
- 1970 Ehrenmitgliedschaft der florentiner Akademie der Künste, Bildhauerklasse (außer ihm: Fritz Wotruba, Henry Moore, Marino Marini, Giacomo Manzù)